# بلغرمز برايد
شركة مؤسسة فخر الدجاج هي شركة طعام أمريكية متعددة الجنسيات، وهي حاليًا واحدة من أكبر منتجي الدجاج في الولايات المتحدة وبورتوريكو وثاني أكبر منتج للدجاج في المكسيك. خرجت من الإفلاس في ديسمبر 2009 ونقلت مقرها في الولايات المتحدة إلى غريلي، كولورادو، في عام 2011.وهي مملوكة للأغلبية من قبل جي بي اس اشترى فخر الدجاج الذهبي المنتفخة مقابل 350 مليون دولار في أواخر نوفمبر 2016.

## وصف الشركة
فخر الدجاج هي شركة متعددة الجنسيات، مقرها في البرازيل، وتوظف حوالي 38000 شخص بمبيعات بلغت 8.1 مليار دولار في عام 2012، ولديها عمليات في 12 ولاية، المكسيك وبورتوريكو. لديهم القدرة على معالجة حوالي 36 مليون طائر أسبوعيًا مما ينتج عنه ما يقرب من 9.5 مليار رطل من الدجاج الحي سنويًا.
```
يتم توزيع منتجات فخر الدجاج بشكل أساسي من خلال خدمات الطعام ومنافذ البيع بالتجزئة.
يتتبع الدجاج أصوله إلى متجر للأعلاف افتتح في عام 1946 في 
بيتسبرغ
، 
تكساس
، من قبل 
لوني بو الحاج
 وشقيقه الأكبر، اوبري. كان معروفًا أنهم يتخلون عن الكتاكيت المجانية بأكياس الأعلاف التي يبيعونها، وبالتالي يوسعون أعمالهم. وظهر بو، الذي كان يرتدي لباس 
الحاج
 التقليدي، مع دجاجة أليف تسمى «هيناريتا» تحت ذراعه، في إعلانات فخر الدجاج. أصبح رئيسًا للشركة بعد أن توفي أوبري بنوبة قلبية في عام 1966.
[
4
]
 اليوم، تم دمج فخر الدجاج 
عاموديا
، مما يعني أن الشركة لديها أقسامها الخاصة لكل عملية من «بيضة إلى طاولة».
```

فخر الدجاج هو مورد لشركة دجاج كنتاكي مقلي، وقد تمت تسميته «مزود العام» في عام 1997. ومن بين العملاء الآخرين والمارت وبوبليكس وونديز. بحلول عام 2012، كانت شركة الدجاج هي مورد الدجاج المشوي الحصري لشركة كوستكو، حيث قامت بتزويد 50 مليون دجاجة متبلة بـ 3 رطل، جاهزة ليتم وضعها في المشواة.

## الأحداث الإخبارية (٢٠٢٠م/٢٠١٠م)
في 12 أكتوبر 2002، استدعى فخر الدجاج 27.4 مليون رطل من شرائح دواجن لذيذة بعد العثور على سلالة من الليسترية المستوحدة في مصرف واحد. كان أكبر استدعاء غذائي في الولايات المتحدة في ذلك الوقت. قتل الفاشية 7 أشخاص، ومرض 46، وتسبب في 3 حالات إجهاض.
  
```
في عام 2003، استحوذت شركة فخر الدجاج على بيرس تشيكن (سابقا من 
كوناجرا للصناعات الغذائية
 وهستر). تشتهر بيرس تشيكن باسم علامتها التجارية اجنحة الضربات واجنحة زنغز والعديد من المنتجات الغذائية الأخرى.
[
7
]

في مايو 2004، عانت فخر الحاج من تفشي 
```

أنفلونزا الطيور في مقاطعة هوبكنز في شمال شرق تكساس. تم تدمير 24000 دجاج مربي لاحتواء تفشي المرض. 
في 20 يوليو 2004، أصدرت بيتا مقطع فيديو يظهر القسوة على الدجاج في مصنع فخر الدجاج في ولاية فرجينيا الغربية.
أظهر مقطع الفيديو موظفي فخر الدجاج وهم يركلون الدجاج والقفز والرمي والبصق على الدجاج الحي.
```
أجرت شركة فخر الدجاج تحقيقاً، وطردت 11 موظفًا، بما في ذلك المديرين، وقدمت تدريبًا مستمرًا على رعاية الحيوانات لقواتها العاملة بعد أن هدد 
مالك ماركة
 كيه اف سي بوقف الشراء من الشركة بعد الحادث؛ لم يواجه أي من الموظفين أي تهم جنائية.
```

فخر الدجاج هي أيضًا مورد لتغذية الماشية لمختلف عمليات تربية المواشي في شرق تكساس. تم انتقاد توريد علف الماشية بسبب الاستخدام المزعوم لأجزاء الدجاج «غير الصالحة للأكل» المستخدمة لمحتوى البروتين. هذه ممارسة شائعة في صناعة الدواجن تعرف بتحويل البروتين، وذلك للاستفادة من جميع أجزاء الطيور. يستخدم تحويل البروتين تقنيات لتحويل الأجزاء غير الصالحة للأكل من الحيوان، مثل الكيراتين في الريش والجلد، إلى بروتين قابل للهضم لاستخدامه في أغذية الحيوانات الأليفة والحيوانات الأليفة.
في 4 ديسمبر 2006، أعلنت شركة فخر الدجاج الاستحواذ الناجح  على كيست الذهبية (ثالث أكبر شركة دجاج سابقًا) مقابل 21.00 دولارًا للسهم. على الرغم من وجود مقاومة أولية منك كيست الذهبية، صوت أعضاء مجلس إدارة الشركتين بالإجماع على الجمع بين الشركتين.
```
في 17 ديسمبر 2007، 
الرئيس التنفيذي
 لشركة فخر الدجاج، اوه.بي. توفي جولسبي جونيور بعد إصابته بسكتة دماغية أثناء رحلة صيد في جنوب تكساس مع العملاء.
[
10
]
```

في 16 أبريل 2008، بعد تحقيق استمر لمدة عام، داهمت إدارة الهجرة والجمارك الأمريكية النباتات في بيتسفيل، أركنساس. يعيش أوك،فلوريدا.تشاتانوغا، تينيسي؛ ماونت بليزانت، تكساس؛ وموريفيلد، فيرجينيا الغربية.
```
واعتقل المسؤولون 311 موظفا أجنبيا للاشتباه في 
سرقة الهوية
. 
```

ومن بين هؤلاء، تم توجيه اتهامات رسمية لـ 91 منهم.
في 1 ديسمبر 2008، قدم كبرياء الحاج دعوى إفلاس.

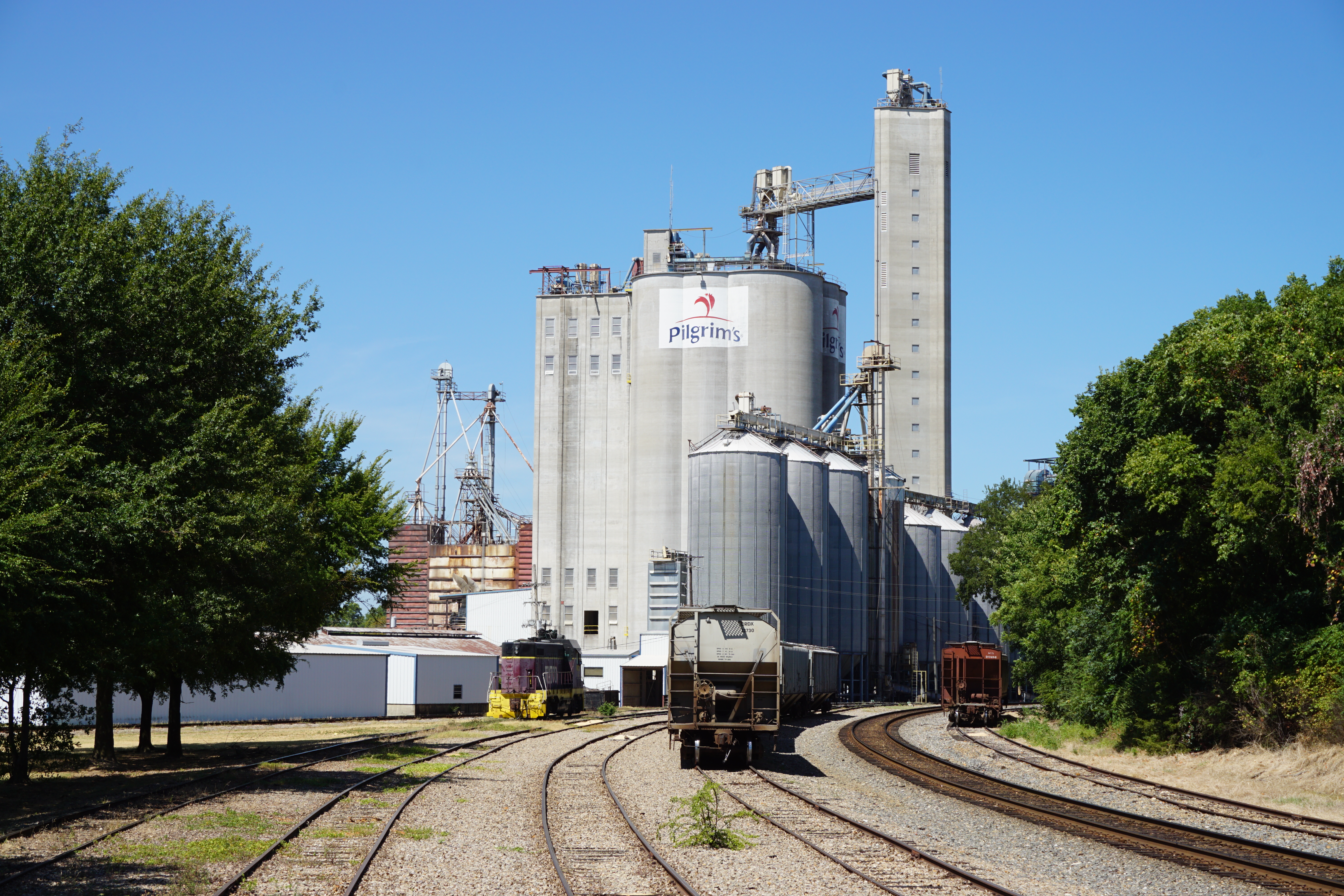
The Pilgrim's Pride feed mill in بيتسبورغ, in August 2015

في 27 مايو 2014، أعلنت الشركة عن عرض نقدي وديون بقيمة 6.4 مليار دولار للاستحواذ على جميع الأسهم في ماركة هيلشير.
وجاء عرض منافس من تايسون فودز بعد يومين. في 9 يونيو 2014، أعلنت الشركة أنها سحبت عرضها لشراء هيلشير بعد أن زادت تايسون فودز عرضها إلى 8.55 مليار دولار.
```
في 21 يوليو 2017، توفي المؤسس المشارك للشركة، لوني «بو» بيلجريم، عن عمر يناهز 89 عامًا.
[
14
]
```

## الشراء بواسطة JBS S.A
في 17 سبتمبر 2009، أعلنت شركة جي بي اس عن شراء 64٪ من أسهم شركة فخر الدجاج وهي شركة تابعة لشركة جي بي اس البرازيلية متعددة الجنسيات، وهي أكبر معالج للحوم في العالم، والأكبر من حيث الإيرادات. تمتلك جي بي ايه حاليًا 78.5٪ من الشركة.
```
ونتيجة لذلك، أغلقت فخر الدجاج مكاتبها في تكساس وجورجيا ونقلت مقرها الرئيسي إلى غريلي، كولورادو.
[
15
]
```

تسببت هذه الخطوة في المقر السابق في بيتسبرغ، تكساس، وموقع في جبل قريب. بليزانت، تكساس، لخفض العمالة بما مجموعه 160 شخصا. تشمل المواقع الأخرى التي فقدت وظائفها مواقع في أتلانتا ودالاس وبرودواي ، ولاية فرجينيا.

## جائحة فيروس كورونا
في أواخر أبريل 2020، بدأ اندلاع فيروس كورونا في مصنع فخر الدجاج في
لوفكين، تكساس.
في 8 مايو، تم العثور على عاملة في مصنع لوفكين ميتة في منزلها بعد تشخيص إصابتها بـ كوفيد-19.
```
بعد أن قام 
الحرس الوطني في ولاية فرجينيا الغربية
 بإجراء اختبارات فيروسات التاجية لجزء من القوى العاملة في مصنع فخر الدجاج في 
مورفيلد
، 
فيرجينيا الغربية
، تم الإعلان عن أن 18 عاملاً قد ثبتت إصابتهم. يعمل بالمصنع 940 عاملا وتم اختبار 520 منهم.
[
20
]
```

وبحلول 11 مايو، تم تشخيص 194 حالة كوفيد-19 بين العمال في مصنع فخر الدجاج في كولد سبرينج،مينيسوتا، والذي يعمل به حوالي 1100 عامل. في نفس اليوم، سار 75 إلى 85 سيارة مليئة بالعمال حول المصنع، دقوا الأبواق وطالبوا عبر مكبر الصوت بإغلاقه لمدة أسبوعين.
أظهر عامل واحد على الأقل نتائج إيجابية في مصنع فخر الدجاج في تشاتانوغا بولاية تينيسي، كما أظهر عمال آخرون نتائج إيجابية في مصنع الشركة في تيمبرفيل فيرجينيا، حيث احتج عشرات العمال في أوائل أبريل، على الرغم من أن الشركة رفضت الإفراج عن عدد الحالات هناك.